# Perros de la noche
 Perros de la noche es una película argentina filmada en Eastmancolor y estrenada el 14 de agosto de 1986. Fue dirigida por Teo Kofman, quien también escribió el guion en colaboración con Pedro Espinosa y Enrique Medina a partir de la novela homónima de Enrique Medina. Tuvo como actores principales a Emilio Bardi, Gabriela Flores y Héctor Bidonde.
Colaboraron, además, Cecilia Sada en la coreografía e Yvonne Fournery en la dirección de actores. Fue filmada parcialmente en Don Bosco, Isla Maciel y Villa de Itatí en la provincia de Buenos Aires.

## Sinopsis
Mingo y Mecha, dos hermanos que crecieron en una villa de emergencia se van de allí en busca de mejores oportunidades. Juntos enfrentan las dificultades y miserias personales que afloran en cada situación.

## Reparto
| Pista                  | Título               | Intérprete |
| ---------------------- | -------------------- | ---------- |
| Emilio Bardi           | Mingo                |            |
| Gabriela Flores        | Mecha                |            |
| Héctor Bidonde         | Ferreyra             |            |
| Gustavo Belatti        | Pedrito              |            |
| Enrique Alonso         | Don Miguel           |            |
| Mario Alarcón          | Miguel               |            |
| Raquel Albéniz         | Estela               |            |
| Cristina Aroca         | Mujer en robo        |            |
| Silvia Baylé           | Rosita               |            |
| Miguel Bellido         | Facundo              |            |
| Vicente Buono          | Barman               |            |
| Mario Fromentese       | Preso                |            |
| Lita Fuentes           | Cajera en cabaret    |            |
| Mosquito Sancinetto    | Chupete              |            |
| José Andrada           | Candidato            |            |
| Martín Arreche         | Preso                |            |
| Noemí Morell           | iAlicia              |            |
| Lidia Lugo             | Doña Matilde         |            |
| Patricia Moreno        | Viviana              |            |
| Juan Carlos Ricci      | Rata                 |            |
| Manuel Vicente         | Ayudante de Ferreyra |            |
| Jorge Velurtas         | Patrón de cabaret    |            |
| Paulino Andrada        | Capataz en fábrica   |            |
| Daniel Miglioranza     | Hombre en tren       |            |
| Miguel Ángel Paludi    | Agente               |            |
| Enrique Latorre        | Cobrador             |            |
| Pedro Lanteri          | Provocador 1         |            |
| Miguel Ruiz Díaz       | Provocador 2         |            |
| Javier González        | (III)Provocador 3    |            |
| Susana Varela          | Silvia               |            |
| Omar Palma             | Mozo de bar          |            |
| Susana Nova            | Graciela             |            |
| Emilio Roldán          | Policía de civil     |            |
| Jorge Gómez            | Viajante             |            |
| Livio Marcó            | Viajante             |            |
| Ricardo Madrigal       | Viajante             |            |
| Daniel Viola           | Viajante             |            |
| Humberto Lanza         | Javier               |            |
| Fernando Di Leo        | Vecino               |            |
| Cecilia Sada           | Strip teaser         |            |
| Arturo Noal            | Hombre en tren       |            |
| Daniel Ripari          | Hombre en tren       |            |
| Rubén Santagada        | Hombre en tren       |            |
| Fabián Pizzorno        | Conductor de auto    |            |
| Teresa Sarrai          | Vecina en villa      |            |
| Beatriz Thibaudin      | Abortera             |            |
| Gianfranco Contalbrigo | Mozo                 |            |
| Ernesto Quirós         | Cliente              |            |

## Comentarios
Claudio España en La Nación opinó:

«Aborda la realidad por el costado más agresivo, se vuelve naturalista y, cuando es necesario, se eleva hasta la poesía sin otro recurso que el de las imágenes.»

Leo Sala en Diario Popular dijo:

«Excepcional película.»

Daniel López en La Razón opinó:

«Por una vez, el cine supera a la literatura. Lo mejor que se puede decir de Teo Kofman es que su obra Perros de la noche está lejos de parecer la obra de un debutante»

Manrupe y Portela escriben:

«Realismo que no cede ni por un momento al pintoresquismo o lo sentimental. La villa, los cabarets suburbanos y su gente, fatalista ante la imposibilidad de cambiar el destino, están descriptos con sonceridad y filmados con rigor. .»